# Bathypera hastaefera
Bathypera hastaefera är en sjöpungsart som beskrevs av Vera Mikhaylovna Vinogradova 1962. Bathypera hastaefera ingår i släktet Bathypera och familjen lädermantlade sjöpungar.
Artens utbredningsområde är Södra Ishavet. Inga underarter finns listade.